# Fortnite: Save the World
Fortnite: Save the World — кооперативная гибридная компьютерная игра для выживания от третьего лица, разработанная и изданная Epic Games как часть игры Fortnite. Игра была выпущена в качестве платного раннего доступа для Microsoft Windows, macOS, PlayStation 4 и Xbox One 25 июля 2017 года, а планы по полному бесплатному выпуску были объявлены в конце 2018 года. Epic в конечном итоге решила перенести игру в платный режим в июне 2020 года. Розничные версии игры были опубликованы Gearbox Software, в то время как онлайн-дистрибуция версий для ПК сопровождается лаунчером Epic.

## Сюжет и игровой процесс
Действие Fortnite происходит на современной Земле, где внезапное появление всемирного шторма приводит к исчезновению 98 % населения мира, а оставшихся в живых начали атаковать зомби-подобные существа.
По игровому процессу Fortnite: Save the World является нечто средним между Minecraft и Left 4 Dead. Игровая сессия поддерживает до четырёх игроков, сотрудничающих в различных миссиях на разных картах для сбора ресурсов, строительства укреплений и создания оружия и ловушек для борьбы с волнами зомби-существ. Продвигаясь по миссиям, игроки получают награды, чтобы улучшить своих героев, команды поддержки и арсенал схем оружия и ловушек, чтобы иметь возможность выполнять более сложные миссии.

## История разработки
Первоначально игра поддерживалась с помощью микротранзакций для покупки внутриигровых лутбоксов, которые можно было бы использовать для этих обновлений. Отдельная версия игры Fortnite Battle Royale была выпущена для тех же платформ в сентябре 2017 года; в связи с этим изменением Epic отказалась от использования лутбоксов, вместо этого выбрав механику микротранзакций через покупку косметических предметов с помощью внутриигровой валюты V-bucks. После релиза режим игрока против окружающей среды был официально отмечен как «Спасите мир».